# Кози Пауэлл
Ко́зи Па́уэлл (англ. Cozy Powell; настоящее имя Ко́лин Тре́вор Флукс англ. Colin Trevor Flooks; 29 декабря 1947[…], Сайренсестер, Глостершир — 5 апреля 1998[…], Бристоль) — британский барабанщик.

## Биография и профессиональная карьера
Родился в небольшом городке Сайренсестер в Глостершире.
Ещё в школьном оркестре начал играть на барабанах. Его первой группой была группа Corals, которая еженедельно выступала в молодёжном клубе. Уже в 15 лет демонстрировал фантастическую игру на барабанах и мог играть впечатляющие барабанные соло. Прозвище «Кози» было дано ему из-за известного джазового барабанщика Кози Коула.
Затем принимал участие в полупрофессиональной вокальной группе The Sorcerers. Однако ночные бдения и переезды начали влиять на его образование, и Кози Пауэлл принялся за офисную работу, чтобы заработать на свою первую ударную установку Premier.
The Sorcerers выступали на сценах немецких клубов в 60-х годах, а в 1968 году вернулись в Британию, обосновавшись в Бирмингеме. Кози Пауэлл завязал дружбу с такими музыкантами, как Роберт Плант и Джон Бонэм, будущим вокалистом Slade Нодди Холдером, басистом Дэйвом Пеггом и молодым гитаристом Тони Айомми. The Sorcerers стали называться теперь Youngblood и выпустили несколько синглов в 1968-69 годах. Затем группа связалась с басистом и вокалистом Эйсом Кеффордом. Вместе с ним они сформировали группу «Ace Kefford Band». Пауэлл также начал сессионную работу, а затем с членами группы The Sorcerers Дэйвом и Деннисом Болл создал группу Big Bertha («Большая Берта»).
В 1970 году сыграл вместе с Тони Уайтом на Isle of Wight Festival 1970. С апреля 1970 года он был занят работой с престижной группой того времени The Jeff Beck Group. Однако после записи двух альбомов, Rough and Ready (октябрь 1971) и Jeff Beck Group (июль 1972), группа распалась.
В конце 1972 года вновь стал работать с братьями Болл и в содружестве с певцом Фрэнком Айелло создал группу Bedlam. Одноимённый альбом был выпущен на студии Chrysalis Records (CHR1048) в августе 1973 года.
Пауэлл также занимался дополнительной работой. Студийным продюсером Джеффа Бека стал Мики Мост, и вскоре Пауэлл работал со многими артистами, выступавшими под лейблом RAK, принадлежавшем Мосту, такими, как Julie Felix, Hot Chocolate, Донован и Сюзи Кватро.
В этот период Мост убедил Пауэлла записать сольный сингл. Композиция «Dance With the Devil» (в основе которой лежала «3rd Stone from the Sun» Джими Хендрикса), к немалому удивлению музыканта, стала хитом и достигла номера 3 в английском чарте синглов; трек побудил многих подростков сесть за барабаны.
На волне успеха Кози Пауэлл в апреле 1974 года создал Cozy Powell’s Hammer, куда входили Дон Эйри, Берни Марсден и другие. Но записав пару аналогичных поп-композиций, также попавших в Топ-20, Пауэлл почувствовал сильное разочарование и стыд от выбранного направления и отказался от участия в туре Сьюзи Кватро.
Также имел ещё одно увлечение в жизни — скоростные автомобили и мотоциклы — и в течение нескольких месяцев участвовал в гонках за команду Hitachi.
Тем временем, в августе 1975 года Блэкмор уволил из Rainbow Гэри Дрискола и искал ему замену. Блэкмор хотел найти не просто технически грамотного музыканта, но настоящего мастера. Из тринадцати прослушанных кандидатов ни один гитариста не устроил. Уже почти отчаявшись найти достойную кандидатуру, Ричи Блэкмор вспомнил про Кози Пауэлла, которого видел в 1972 году на его последнем концерте в составе Jeff Beck Group. С Пауэллом связались и пригласили на прослушивание. Сразу же после прослушивания он был принят.
Пауэлл стал признанным лидером, когда он был представлен на детском шоу BBC Record Breakers, где он установил мировой рекорд как самый скоростной барабанщик, играющий вживую на телевидении.
16 августа 1980 года Rainbow впервые выступала в качестве хедлайнера на фестивале Monsters of Rock в Касл-Донингтоне.
На волне успешных событий (которые в свою очередь явились следствием успеха альбома Rainbow Down to Earth, выпущенного в 1979 году и с которого были взяты синглы Since you been gone и All night long) Кози Пауэлл и Грэм Боннет покинули группу, чтобы создать Graham Bonnet & the Hooligans, наиболее примечательным синглом которой оказался Night Games (1981).
В конце 1980, когда умер барабанщик Led Zeppelin Джон Бонэм, Пауэлл рассматривался как возможная замена в группе, однако сам Кози отказался: «Место Джона Бонема не может принадлежать никому, кроме него самого». Принять такое лестное предложение означало бы для Кози предать память друга и наставника.
Затем Пауэлл выступал с целым рядом групп: Michael Schenker Group с 1981 по 1982 годы, Whitesnake c 1982 по 1985 годы, затем в 1986 году примкнул к группе ELP, с которой записал альбом Emerson, Lake and Powell. Примечательно то, что Кит Эмерсон и Грег Лейк изначально планировали просто записать студийный альбом, и ничего больше. Попробовав нескольких барабанщиков, в том числе и небезызвестного сессионщика Саймона Филипса, они остановили свой выбор на Кози Пауэлле. Работа пошла настолько хорошо, что решено было сформировать трио и отправиться на гастроли. Невзирая на то, что стиль музыки был менее привычен для Кози, барабанщик продемонстрировал феноменальную игру, показав тем самым своё настоящее мастерство и умение.
Одним из его наиболее известных проектов стало участие в группе Black Sabbath с 1988 по 1991 годы и снова в 1995—1996 гг.
В конце 1992 и начале 1993 годов Пауэлл выступал с тур-группой, использующей старое наименование Cozy Powell’s Hammer. В ней были представлены сам Кози на барабанах, Нил Маррей на басу, Марио Парга на гитаре и Тони Мартин — вокал и временами ритм-гитара и синтезаторы. Группа выступала в Европе и была представлена на немецком телевидении.
Пауэлл и Нил Маррей также являлись участниками группы Брайана Мэя, гитариста Queen. Их можно услышать на альбомах Back to the Light и Another World. Также Кози Пауэлл играл с Брайаном Мэем, открывая тур Use Your Illusion 1993 года для Guns N'Roses.
По версии DDD Кози Пауэлл занимает 27 место в списке самых великих рок-барабанщиков, 72 место в списке самых искусных барабанщиков (вне зависимости от стиля), его барабанная партия в песне Rainbow Stargazer (альбом Rising) занимает 60 место в списке лучших барабанных партий, а сам альбом Rising занимает 51-е место в списке альбомов с лучшими партиями ударных.

## Смерть
Кози Пауэлл погиб 5 апреля 1998 года в автомобильной катастрофе во время тура в поддержку Facing the Animal на трассе М4, неподалёку от Бристоля, управляя своим Saab 9000 в плохую погоду и одновременно разговаривая со своей подругой по мобильному телефону. Уровень алкоголя в крови был выше разрешенной нормы. По словам очевидца аварии, полисмена Йана Картера, «чёрный SAAB 9000 Turbo потерял управление и врезался в разделительное заграждение, после чего вылетел на встречную полосу и, перевернувшись несколько раз, встал на крышу на обочине». 
Во время расследования выяснилось, что машина Пауэлла была неисправна (говорили о проблеме с коробкой передач), во время этой поездки лопнуло колесо и, предприняв попытку увести машину с трассы, водитель отвлёкся на звонок мобильного телефона, стоивший ему жизни. После аварии Кози Пауэлл был доставлен в бристольскую больницу Frenchay, где четыре часа спустя скончался, не приходя в сознание.
Пауэлл жил в то время в Ламбурне в Беркшире и возвращался в студию для того, чтобы записаться с одним из создателей группы Fleetwood Mac Питером Грином. К тому времени он поучаствовал в записи по меньшей мере 66-и альбомов и принимал участие в большом количестве других записей. Его сольный альбом, изначально планировавшийся под названием Twin Oak, вышел посмертно. Пластинка была доработана и сведена коллегами Пауэлла и получила название Especially For You.
Церемония прощания с музыкантом прошла в крематории городка Уилтшир 18 апреля 1998 года. Священник пел псалмы, а ему подпевал коллега Кози по Bedlam Фрэнк Айелло. Закончилась служба исполнением песни The Beatles — Let It Be.
По факту гибели Кози Пауэлла началось расследование. В августе 1998 года бристольский судья Пол Форрест закрыл дело, признав аварию и её печальные последствия несчастным случаем.

## Участие в группах (не включаясессионнуюработу)
Выделены сольные работы

| - The Sorcerers (1967—1968) - Youngblood (1968—1969) - The Ace Kefford Stand (1969) - Big Bertha (1969—1970) - The Jeff Beck Group (1970—1972) - Bedlam (1972—1973) - Cozy Powell (1973—1974) - Cozy Powell’s Hammer (1974) - Rainbow (1975—1980) - Cozy Powell (1979) - Graham Bonnet & the Hooligans (1980—1981) - Cozy Powell (1981) - Michael Schenker Group (1981—1982) - Cozy Powell (1982—1983) - Whitesnake (1982—1985) | - Emerson, Lake & Powell (1985—1986) - Pete York/Cozy Powell (1987) - Black Sabbath (1988—1991) - The Brian May Band (1991—1992) - Cozy Powell (1992) - Cozy Powell’s Hammer (1992—1993) - The Brian May Band (1993—1994) - Black Sabbath (1994—1995) - Peter Green Splinter Group (1997) - Tipton, Entwistle and Powell (1997) - Ингви Мальмстин (1997) - The Brian May Band (1998) - Peter Green Splinter Group (1998) - The Snakes (1998) |

## Оборудование
Оборудование в карьере Кози Пауэлла в частности, включало в себя:
1977-78 (с Rainbow): Барабанная установка Ludwig-Musser, оформленная в красных искрах: два 26" бас-барабана с Premier 250 педалями, два 14″ навесных барабана, два 16″ напольных барабана, 14″ × 6″ металлический симфонический малый барабан. Тарелки (все Paiste): 24″ райд (formula 602), 18″ чайна, 18″ крэш-райд, 20″ райд, 18″ крэш, две 16″ крэш, 6″ сплэш и 15″ хай-хэт. Палочки Ludwig-Musser 35.
Приблизительно с 1983 (с Whitesnake): Yamaha, отделанная натуральным деревом: два 26″ бас-барабана, два 15″ навесных барабана, 18″ and 20″ напольные барабаны, 14″ × 6″ металлический малый барабан. Тарелки Paiste 2002 series: 24″ райд, 18″ чайна, 20″ крэш-райд, 20″ крэш, 18″ крэш, 6″ сплэш и 15″ хай-хэт.
1989 (с Black Sabbath): Серебристо-чёрная Yamaha 9000 series: два 26″ бас-барабана, 6″ × 16″, 8″ × 18″, 13″ × 9″, and 14″ × 10″ навесные барабаны, 18″ and 20″ напольные барабаны. 14″ × 6″ металлический малый барабан. Paiste 3000 series 24″: райд, 18″ чайна, 20″ крэш-райд, 20″ крэш, 18″ крэш, 6″ сплэш, 15″ хай-хэт и 36-дюймовый гонг.

## Дискография и участие
- Jeff Beck Group — Rough and Ready (1971)
- Ed Welch — Clowns (1971)
- Jeff Beck Group — Jeff Beck Group (1972)
- Harvey Andrews — A Writer of Songs (1972)
- Julie Felix — Clotho's Web (1972)
- Donovan — Cosmic Wheels (1973)
- Bedlam — Bedlam (1973)
- Чик Черчилл[англ.] — You and Me (1973)
- Murray Head — Nigel Lived (1973)
- Тони Эштон / Джон Лорд — First of the Big Bands (1974)
- Various — Peter & The Wolf (1975)
- Peter Sarstedt — Every Word You Say (1975)
- Bob Sargeant — The First Starring Role (1975)
- Rainbow — Rising (1976)
- Hot Chocolate — Fourteen Greatest Hits (1976)
- Rainbow — On Stage (1977)
- Rainbow — Long Live Rock 'n' Roll (1978)
- Rainbow — Down to Earth (1979)
- Cozy Powell — Over the Top (1979)
- Берни Марсден — And About Time Too (1979)
- Rainbow — Monsters of Rock (1980)
- Берни Марсден — Look At Me Now (1981)
- Cozy Powell — Tilt (1981)
- Michael Schenker Group — M.S.G. (1981)
- Graham Bonnet — Line Up (1981)
- Michael Schenker Group — One Night at Budokan (1982)
- Джон Лорд — Before I Forget (1982)
- Robert Plant — Pictures at Eleven (1982)
- Cozy Powell — Octopuss (1983)
- Whitesnake — Slide It In (1984)
- Phenomena — Phenomena (1985)
- Roger Daltrey — Under a Raging Moon (1985)
- Rainbow — Finyl Vinyl (1986)
- Emerson, Lake & Powell — Emerson, Lake and Powell (1986)
- Boys Don’t Cry — Who the Am Dam (1987)
- Санне Саломонсен — Sanne Salomonsen (1987)
- Warlock — Triumph and Agony (1987)
- Forcefield — Forcefield I (1987)
- Pete York / Cozy Powell — Super Drumming (1987)
- Cinderella — Long Cold Winter (1988)
- James Darby — Southern Region Breakdown (1988)
- Дон Эйри — K.2. (1988)
- Forcefield — Forcefield II (1988)
- Gary Moore — After the War (1989)
- Black Sabbath — Headless Cross (1989)
- Minute By Minute — Timewatch (1989)
- Forcefield — To Oz And Back (Forcefield III) (1989)
- Rainbow — Live in Germany 1976 (1990)
- Black Sabbath — Tyr (1990)
- Forcefield — Let the Wild Run Free (Forcefield IV) (1991)
- Ричи Блэкмор — The Connoisseur Collection Vol II (1991)
- Cozy Powell — The Drums are Back (1992)
- Forcefield — Instrumentals (1992)
- Brian May — Back To The Light (1993)
- Brian May — Live at the Brixton Academy (1994)
- Black Sabbath — Forbidden (1995)
- Various — The Music of Jimi Hendrix (1995)
- Black Sabbath — The Sabbath Stones (1996)
- Гленн Типтон — Baptizm of Fire (1997)
- Cozy Powell — The Best of Cozy Powell (1997)
- Peter Green Splinter Group — Peter Green Splinter Group (1997)
- S.A.S. Band — SAS Band (1997)
- Yngwie Malmsteen — Facing the Animal (1997)
- Brian May — Another World (1998)
- Cozy Powell — Twin Oaks/Especially For You (1999)
- Tony Martin — Scream (2005)
- Tipton, Entwistle & Powell — Edge of the World (2006)